# Campillo de Ranas
Campillo de Ranas település Spanyolországban, Guadalajara tartományban. Campillo de Ranas Valverde de los Arroyos, Tamajón, Valdesotos, Tortuero, Puebla de la Sierra, El Cardoso de la Sierra és Majaelrayo községekkel határos. Lakosainak száma 152 fő (2024).

## Népesség
A település népessége az utóbbi években az alábbiak szerint változott:
| Lakosok száma | 155  | 184  | 190  | 206  | 195  | 180  | 163  | 171  | 167  | 152  |
|               | 2001 | 2004 | 2006 | 2009 | 2011 | 2014 | 2016 | 2019 | 2021 | 2024 |